# Kabinett Crailsheim
Das Kabinett Crailsheim bildete vom 31. Mai 1890 bis 18. Februar 1903 unter Prinzregent Luitpold die Landesregierung des Königreiches Bayern.
| Amt                        | Name |
| -------------------------- | --- |
| Ministerpräsident, Äußeres | Friedrich Krafft von Crailsheim                                                                              |
| Justiz                     | Leopold von Leonrod bis 26. November 1902 Ferdinand Ritter von Miltner                                       |
| Inneres                    | Maximilian von Feilitzsch                                                                                    |
| Kultus                     | Ludwig August von Müller bis 24. März 1895 Robert von Landmann bis 11. Juli 1902 Clemens von Podewils-Dürniz |
| Finanzen                   | Emil Freiherr von Riedel                                                                                     |
| Krieg                      | Benignus von Safferling bis Juni 1893 Adolph von Asch                                                        |